# Étoile rouge de Belgrade (hockey sur glace)
Pour les articles homonymes, voir Étoile rouge de Belgrade.
L'Étoile rouge de Belgrade est un club de hockey sur glace de Belgrade en Serbie. Il évolue dans le Championnat de Serbie de hockey sur glace.

## Historique
Le club est créé en 1947. Il a remporté le championnat national à cinq reprises.

## Palmarès
- Vainqueur du Championnat de Serbie: 1992, 1993, 1996, 1997, 2005. 2018, 2019, 2020, 2021, 2023
- Vainqueur du Coupe de Yougoslavie: 1980. (unofficial)
- Vainqueur du Coupe de Serbie: 1992, 1996, 1997, 1998.